# Paveway IV
Paveway IV —  авіабомба з лазерним наведенням, виготовлена компанією Raytheon UK (раніше Raytheon Systems Limited).
Зброя являє собою комплект наведення на основі існуючої вдосконаленої комп’ютерної групи керування Paveway II (ECCG), доданої до модифікованої бомби загального призначення Mk 82.

## Історія
Paveway IV надійшов на озброєння Повітряних сил Великої Британії у 2008 році.
Перший експортний продаж Paveway IV був здійснений Королівським ВПС Саудівської Аравії на суму близько 150 мільйонів фунтів стерлінгів (247 мільйонів доларів США). Угода була відкладена на кілька років Державним департаментом США, який повинен був дати дозвіл на продаж бомби через використання в ній американських компонентів. Контракт був підписаний у грудні 2013 року, Конгрес схвалив його через два місяці, а постачання мали розпочатися протягом 18 місяців.
Вперше Paveway IV була застосована Королівськими ВПС під час операції «Геррік» в Афганістані. Пізніше він використовувався під час операції "Еламі" в Лівії та операції «Шейдер» в Іраку і Сирії. У грудні 2015 року Королівські ВПС розпочали ударні операції в Сирії в рамках операції «Шейдер» і вперше застосували Paveway IV зі своїх винищувачів «Eurofighter Typhoon».
У січні 2015 року винищувачі Eurofighter Typhoon Королівських ВПС Саудівської Аравії скинули бомби Paveway IV на цілі ІДІЛ в Сирії. Це було перше оперативне застосування Paveway IV з літака Typhoon.
Paveway IV також використовувались під час інтервенції Саудівської Аравії в Ємені. У 2015 році на деякий час експортні ліцензії були призупинені через занепокоєння щодо того, як вони можуть бути використані в Ємені, але після певних запевнень експорт був відновлений. Продажі розслідуються Комітетами з контролю за експортом озброєнь.
Raytheon UK проводить підготовчі роботи з оснащення Paveway IV протибункерною боєголовкою в рамках програми Selective Precision Effects At Range (Spear) Capability 1. Компактний проникний снаряд має таку ж зовнішню форму і масу, як і звичайний Paveway IV, і використовує конструкцію обшивки, що відкидається. Проникна боєголовка Paveway IV вагою 500 фунтів (230 кг) замінить попередню бункерну боєголовку Paveway III вагою 2000 фунтів (910 кг). Проникна версія Paveway IV надійде на озброєння «Тайфунів» на початку 2019 року. Raytheon стверджує, що нова боєголовка має характеристики бомби BLU-109, попри те, що вона на чверть легша за неї. У грудні 2016 року адміністрація Обами заблокувала передачу бомб Paveway IV Саудівській Аравії через занепокоєння щодо жертв серед цивільного населення, які чиновники пояснювали поганим наведенням на ціль.
19 червня 2015 року пілот-випробувач Королівських ВПС випустив дві інертні бомби з лазерним наведенням Paveway IV з винищувача F-35 Lightning II під час випробувань у США. Це стало першим успішним застосуванням неамериканського боєприпасу під час програми розробки F-35. Paveway IV є майбутнім кандидатом на інтеграцію в літак, і буде використовуватися як Королівськими ВПС, так і Королівськими ВМС, коли F-35 надійде з обома видами озброєння.
Під час ракетних ударів коаліції на чолі з США по Ємену 2024 року винищувачі Eurofighter Typhoon Королівських ВПС використовували бомби Paveway IV для завдання по повстанцях-хуситах .

## Оператори
- Саудівська Аравія
- Велика Британія

### Можливі
- Україна[18]
- Катар